# Harmen (Vorname)
Harmen ist ein männlicher Vorname, die friesische und niederländische Form des Namens Hermann. Eine Kurzform ist Harm.

## Namensträger
Harmen
- Harmen van Bol’es (1689–1764), holländisch-russischer Baumeister des Barock
- Harmen Fraanje (* 1976), niederländischer Jazzpianist
- Harmen Israhel (* um 1488; † 1558), deutscher Kaufmann in der Hansestadt Lübeck
- Harmen Jonkman (* 1975), niederländischer Schach-Großmeister
- Harmen Jansen Knickerbocker (* etwa 1650; † etwa 1720), niederländischer Kolonist in den USA
- Harmen van der Leek (1895–1941), niederländischer Lehrer und Zeitschrift-Herausgeber, Opfer der Nazidiktatur
- Harmen Steenwijck (* ca. 1612; † nach 1656), niederländischer Maler des Goldenen Zeitalters
- Harmen Thies (* 1941), deutscher Architekturhistoriker, emeritierter Hochschullehrer, Autor und Herausgeber
- Harmen Jan van der Wijck (1769–1847), holländischer Freiherr und General, später Landschaftsmaler und Schriftsteller

Harm
- Harm Bengen (* 1955), deutscher Cartoonist
- Harm Beyer (1936–2018), deutscher Richter und Sportfunktionär
- Harm Dallmeyer (1942–1983), deutscher Politiker
- Harm Derksen (* 1970), niederländisch-US-amerikanischer Mathematiker
- Harm Dieder Kirschner (* 1962), deutscher Orgelbaumeister
- Harm Klueting (* 1949), deutscher Historiker, Theologe, Universitätsprofessor und römisch-katholischer Priester
- Harm Kuper (* 1966), deutscher Erziehungswissenschaftler
- Harm Lagaay (* 1946), niederländischer Automobildesigner
- Harm Osmers (* 1985), deutscher Fußballschiedsrichter
- Harm Ottenbros (1943–2022), niederländischer Radrennfahrer
- Harm Paulsen (* 1944), deutscher Experimentalarchäologe und Archäotechniker
- Harm Pinkster (1942–2021), niederländischer Latinist
- Harm von Seggern (* 1964), deutscher Historiker
- Harm Spuler (1917–2010), deutscher Neurochirurg und Hochschullehrer
- Harm Thormählen (* 1946), deutscher Pferdezüchter
- Harm Weber (1928–2015), deutscher Politiker (SPD)
- Harm Peter Westermann (* 1938), deutscher Jurist und Hochschullehrer
- Harm Willms (1822–1893), baptistischer Geistlicher und Missionar